# Голубовка (Бахмутский район)
Голубовка (укр. Голубівка) — село Соледарской городской общине Бахмутского района Донецкой области Украины.
Код КОАТУУ — 1420985702. Население по переписи 2001 года составляет 40 человек. Почтовый индекс — 84532. Телефонный код — 6274.